# Чоткар
Чоткар (марій. Чоткар Патыр) — легендарний марійський герой, що жив у XIII столітті. Згідно з переказами, Чоткар визволив увесь лісовий марійський край від нападників кочівників, які нападали на марійські поселення. Богатир похований на пагорбі між селами Нурмучаш і Усола в в Волжському районі Республіки Марій Ел. Перед смертю Чоткар попросив покласти свій меч і щит разом з ним у могилу і пообіцяв у важку хвилину, коли марійців будуть долати вороги, прийти на допомогу. Щорічно, на початку червня, недалеко від села Нурмучаш проходять святкові урочистості на честь Чоткара.
Окрім народних переказів, про Чоткара були створені літературні твори: віршована легенда «Богатир Чоткар» С. Г. Чавайна (1910—1912) та історичний роман «Чоткар» Л. Л. Яндакова (2000).
У 2018 році біля села Нурмучаш встановили пам'ятник марійському герою Чоткару Патиру. Статуя виконана з дерева.